# Леди Макбет (фильм)
«Леди Макбет» (англ. Lady Macbeth) — британский исторический драматический фильм Уильяма Олройда, основанный на повести Николая Лескова «Леди Макбет Мценского уезда».
Премьера фильма состоялась 10 сентября 2016 года на Международном кинофестивале в Торонто. Дата релиза в России — 3 августа 2017 года.

## Сюжет
Действие происходит в Англии XIX века. Молоденькую девушку Кэтрин в 1865 году выдают замуж в  жестокую семью. Ей запрещены прогулки. Муж и свёкор относятся к ней оскорбительно и пренебрежительно. Муж Кэтрин, Александр, не занимается с ней сексом.
Однажды, во время отлучки и свекра, и мужа, Кэтрин остается одна и слышит шум на заднем дворе. Там толпа рабочих фермы её мужа издевается над её чернокожей служанкой, взвешивая её в голом виде, как свинью. Кэтрин прекращает издевательства и заставляет рабочих отпустить служанку. Однако среди их толпы Кэтрин замечает нового служащего по имени Себастиан и начинает им интересоваться. В шутку она предлагает определить её вес, на что Себастиан хватает её на руки и поднимает.
В отсутствие свёкра и мужа, Кэтрин начинает гулять по окрестным полям и лесам и во время прогулок иногда встречает Себастиана.
Однажды ночью в спальне Кэтрин раздается стук, и к ней входит Себастиан, заявляя, что ему «ужасно скучно». Между Кэтрин и Себастианом вспыхивает страсть, которая не остаётся незамеченной её горничной Анной и остальными слугами. Во время своей обыкновенной прогулки Анна встречает Себастиана, и она предостерегает его о возможных последствиях встреч с хозяйкой дома, в  ответ служанка получает лишь угрозу от Себастиана.
Спустя какое-то время возвращается свёкор Кэтрин, спрашивая нет ли вестей от мужа. Кэтрин перед ужином со свёкром вдрызг напивается вином, выпивая последнюю бутылку Флери. Когда Анна вынуждена сказать хозяину, что его нет, он подозревает её в воровстве и унижает. Анна, не желая сдавать Кэтрин, покорно принимает все унижения.
На следующее утро Борис заявляется к рабочим, избивает Себастиана тростью и приказывает запереть его. Кэтрин мечется по всему дому в поисках возлюбленного, но в итоге понимает, кто стоит за его поимкой. Женщина приказывает свёкру отпустить Себастиана, но тот дает Кэтрин пощёчину и призывает задуматься о том, как она исполняет свой женский долг: она до сих пор не беременна от его сына. На другой день, во время утреннего завтрака Кэтрин снова требует отпустить Себастиана. Борис в гневе уходит в другую комнату, чтобы доесть завтрак. Кэтрин запирает его в этой комнате и запрещает Анне отпирать её. Сама же хозяйка дома в это время преспокойно наслаждается завтраком. Борис пытается выбраться, но постепенно удары в дверь слабеют. Тогда Кэтрин приказывает Анне сбегать в деревню за врачом. В это время Кэтрин освобождает Себастиана. 
В диалогах мы узнаем, что Борис умер, и его сын не собирается возвращаться домой на похороны, а значит Кэтрин остается полноправной хозяйкой дома. Теперь она не таясь может встречаться с Себастианом. Она дает ему одежду своего мужа и называет хозяином дома. Анна после похорон теряет голос. Кэтрин заявляет ей, что теперь готовить и приносить еду теперь будет другая служанка, таким образом обвиняя Анну в убийстве свёкра грибами, которые она собирает каждый день в лесу. Кухарка говорит Анне, чтобы она не обвиняла себя в этом, так как старик был стар и слаб.
Кэтрин резко просыпается в ночи. В окне она видит чужую лошадь на привязи и понимает, что вернулся её муж. Она прячет Себастиана в другой комнате. В комнату заходит Александр и находит на полу забытый Себастианом ремень. Кэтрин пытается солгать, что якобы она нашла его в лесу, но муж ей не верит и замечает ещё пару вещей, явно намекающих на связь Кэтрин с другим мужчиной. Александр говорит, что слухи о Кэтрин разнеслись по всей Англии и они позорят не только её имя, но и имя его семьи. Муж намерен запереть Кэтрин в доме с молитвенником в руках. Кэтрин в ответ выводит из соседней комнаты Себастиана и демонстративно занимается сексом с ним на глазах у мужа. В бешенстве, Александр нападает на любовников и избивает Себастиана. В ходе небольшой потасовки, Кэтрин ударяет мужа кочергой для камина и убивает его. Любовники оставляют тела Александра и застреленой лошади в лесу, чтобы сымитировать нападение. Под утро ни Кэтрин, ни Себастиан не могут заснуть. Себастиан не может забыть убийство и говорит, что не может с этим жить. Кэтрин говорит ему, что надо это забыть, как сделала и она, ради общего блага. 
В дом к Кэтрин прибывает женщина по имени Агнесс и заявляет, что её маленький внук Тедди является воспитанником и наследником Александра «пропавшего без вести» и предъявляет ей документы, заверенные им лично. Тедди говорит Кэтрин, что считает её самой красивой женщиной, которую он когда-либо видел. Тедди и Агнесс переезжают в дом, выселяя Кэтрин из ее комнаты. Кэтрин жаждет встречи с Себастианом, но тот отказывается её видеть, мотивируя это тем, что он опасается раскрытия их связи. Кэтрин постоянно видится с Тедди, влюбленным в неё. Женщина обнаруживает, что беременна от Себастиана. Желая рассказать эту новость любимому, Кэтрин отмахивается от Тедди, что очень расстроило мальчика и поэтому он убегает из дома. Его, продрогшего и слабого, находит Себастиан и желает скинуть мальчишку в водопад, но не может себя заставить, и он приносит Тедди домой. Мальчик ужасно замерз. Себастиан неосознанно начинает приказывать слугам, что приводит в бешенство Агнесс и она прогоняет рабочего из дома. Себастиан понимает правдивость этих слов и спешно начинает собираться, чтобы срочно уехать. Кэтрин отговаривает его. Уговорив Агнесс вздремнуть после бессонной ночи над больным мальчиком, она впускает в комнату Себастиана и они вместе душат Тедди. 
На следующий день Кэтрин рассказывает свою версию событий доктору, увидевшему на теле мальчика синяки: она заснула на пару минут, а когда проснулась, Тедди уже был мертв. Когда приезжает следователь, Кэтрин повторяет эту версию, но в комнату внезапно врывается Себастиан и признается в убийстве Тедди, Александра и Бориса, обвинив во всем Кэтрин («Она душила и преследовала меня. Она как болезнь»). Кэтрин, разочаровавшись в любимом, говорит следователю, что Себастиан лжёт. В ответ Кэтрин обвиняет Себастиана и Анну в убийстве своих родственников, приводя в аргументы то, что именно Анна собирает утром грибы, а накануне смерти свёкра Себастиан был избит Борисом, а сама Кэтрин много времени проводила с Тедди и не могла убить его, потому что мальчик был ей как родной. Агнесс безмолвно поддерживает её. Анна, зная, что Кэтрин беременна, жалеет её и молча соглашается с аргументами. Себастиана и Анну везут в тюрьму. Кэтрин остается одна, полноправная хозяйка пустого дома.

## В ролях
- Флоренс Пью — Кэтрин Лестер
- Космо Джарвис — Себастиан
- Наоми Экки — Анна
- Кристофер Фэйрбэнк — Борис Лестер
- Пол Хилтон — Александр Лестер

## Критика
Фильм получил положительные отзывы критиков. На сайте Rotten Tomatoes фильм имеет рейтинг 88 % на основе 186 рецензий со средним баллом 7,6 из 10. На сайте Metacritic фильм имеет оценку 76 из 100 на основе 37 рецензий критиков, что соответствует статусу «всеобщее признание».